# Megumi Kudo
 Megumi Takayama (高山 めぐみ, Takayama Megumi) née Megumi Kudo (工藤めぐみ, Kudo Megumi) est une catcheuse japonaise née le 20 septembre 1969. Elle est principalement connue pour son travail à la Frontier Martial-Arts Wrestling (FMW) de 1990 à 1997.
Elle  est formée au sein du dojo de la All Japan Women's Pro-Wrestling où elle fait ses premiers combats en 1986. Cependant, des problèmes de santé la pousse à arrêter le catch.
Elle reprend sa carrière au début des années 1990 quand elle découvre la FMW et intègre cette fédération. Elle s'affirme comme étant la catcheuse vedette de cette fédération en remportant à six reprises le championnat féminin des indépendants de la FMW. En plus de cela, elle participe à des matchs inter genre et de nombreux matchs de catch hardcore.

## Carrière de catcheuse
Megumi Kudo fait partie de l'équipe de basketball de son lycée. Elle rejoint le dojo de la All Japan Women's Pro-Wrestling (AJW) à l'âge de 16 ans. Elle y apprend le catch auprès de Jaguar Yokota (en) et a Aja Kong comme partenaire d'entraînement. Elle y fait ses premiers combats cependant elle quitte l'AJW car elle a des ulcères duodénaux et gastriques. Elle arrête alors sa carrière de catcheuse et travaille comme assistante maternelle.
À la fin des années 1980, Kudo assiste à un spectacle de la Frontier Martial-Arts Wrestling (FMW) et rencontre Atsushi Onita (en). Sa santé s'étant amélioré, elle décide de reprendre sa carrière de catcheuse à la FMW. Elle retourne sur le ring en 1990 et participe souvent à des matchs par équipes avec Noriyo Toyoda (en).